# Hartmannsdorf (Spreenhagen)

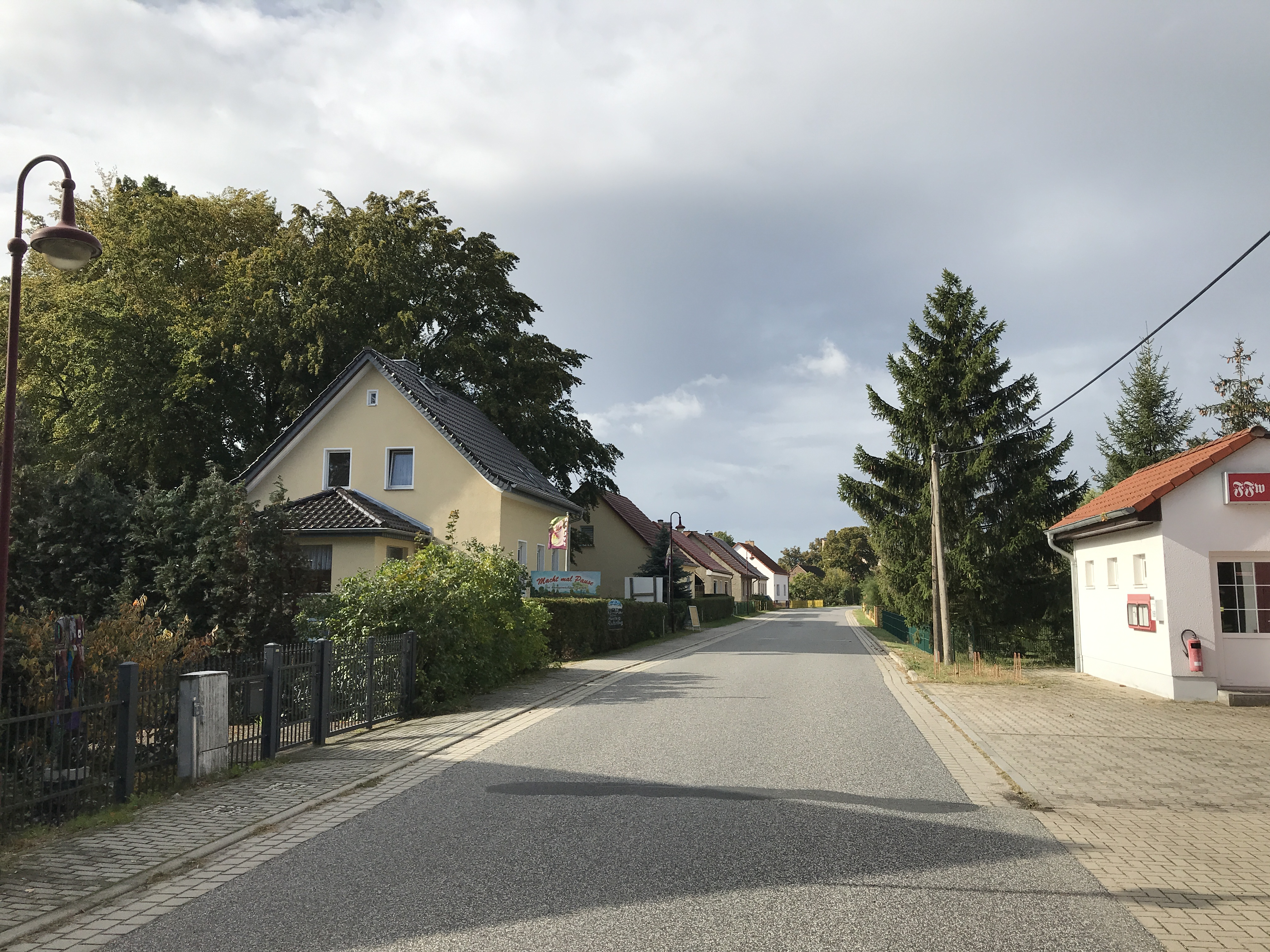
Dorfstraße

Hartmannsdorf (niedersorbisch Hartmanojce) ist ein Ortsteil von Spreenhagen mit 785 Einwohnern (Stand 30. Juni 2022) im Landkreis Oder-Spree in Brandenburg.

## Geographie
Auf dem Gebiet der ehemaligen Gemeinde und einen Kilometer westlich des Ortskerns liegt der Triebschsee. Ganz im Südwesten der ehemaligen Gemeinde liegt das Autobahndreieck Spreeau.

## Geschichte
Erstmals urkundlich erwähnt wird Hartmannsdorf im Jahre 1510. Im Jahre 1885 wurde die neulutherische Hoffnungskirche (seit 1993 Honigkirche) errichtet. Im Zuge der friderizianischen Kolonisation kam es im Jahre 1769 zur Gründung des Ortsteils Neu Hartmannsdorf, während Hartmannsdorf in der Folge Alt Hartmannsdorf hieß und 1938 wieder in Hartmannsdorf umbenannt wurde. Am 21./22. April im Jahre 1945 verübte die SS ein Massaker an der Dorfbevölkerung, bei dem insgesamt 16 Menschen ums Leben kamen.
Am 1. Juli 2002 wurde Hartmannsdorf nach Spreenhagen eingemeindet.

## Kultur
In Hartmannsdorf befinden sich eine Handarbeits- und Kreativgruppe sowie eine Galerie, welche sich in einen ehemaligen ausgebauten Stall befindet.